# カラオケ行こ!
『カラオケ行こ!』（カラオケいこ）は、和山やまによる日本の漫画作品。

## 沿革
2019年8月25日に行われたオリジナル同人誌即売会「COMITIA129」にて、本作の同人作品が頒布される。COMITIAでは即完売し、数回再販されるも本作は入手困難の状態に陥り、話題作となっていた。2020年9月12日、同人作品に加筆修正や描き下ろし新話を加えて、KADOKAWAより単行本化される。
2020年11月、本作の岡聡実を主人公とした続編『ファミレス行こ。』が『月刊コミックビーム』（KADOKAWA）12月号よりシリーズ読み切りとして連載開始。同作では大学1年生になった岡聡実が描かれている。同号では第0話が掲載された。2021年4月に同誌5月号に掲載された話が第1話となる。
2021年10月、『カラオケ行こ!』の朗読劇化が決定し、同年12月19日に埼玉県ところざわサクラタウンのジャパンパビリオンホールAにて開催。同年12月4日から26日まで、東京都のEJアニメシアター新宿5Fカフェ＆ギャラリーにて、朗読劇の上演を記念してコラボカフェが開催された。
2024年には実写映画版が公開。同年、『ファミレス行こ。』が「マンガ大賞2024」にノミネートされる。
2023年に『カラオケ行こ!』・『ファミレス行こ。』のスペシャルPVが公開。朗読劇『カラオケ行こ!』からキャストは変更。
2024年10月、テレビアニメ化が発表された。2025年7月24日よりAT-Xほかで放送開始。

## あらすじ
中学3年生の岡聡実と四代目祭林組若頭補佐の成田狂児との奇妙な友情を描いた物語。
コンクールの日、成田狂児は歌を教えてほしいと合唱部部長の聡実をカラオケに拉致する。何でも狂児のいる組では年に4回カラオケ大会が開かれ、そこで歌ヘタ王になると組長に下手くそな刺青を彫られるという。それが嫌な狂児は何としてでも歌ヘタ王を回避すべく、カラオケで聡実の指導のもと特訓を始める。

## 登場人物
声の項は特記のない場合、テレビアニメ版の声優。演の項は映画版のキャスト。
岡 聡実（おか さとみ）
声 - 堀江瞬 / 市川太一（朗読劇） / 小林千晃（スペシャルPV）
演 - 齋藤潤
森丘中学校の3年生、合唱部部長。中学校最後の合唱祭を前に、声変わりで高音を出せなくなっていることを悩む。
成田 狂児（なりた きょうじ）
声 - 小野大輔 / 江口拓也（朗読劇） / 中村悠一（スペシャルPV）
演 - 綾野剛
四代目祭林組の若頭補佐、39歳。組長主催のカラオケ大会での罰ゲームを恐れており、どうしても歌がうまくなりたい。「紅」が十八番。
組長
声 - 三宅健太（朗読劇）、演 - 北村一輝
狂児が世話になっている四代目祭林組の組長。非常にカラオケ好きで絶対音感を持つ。組員によるカラオケ大会を行うが、最下位の組員に罰として珍妙な刺青を彫るクセがある。
和田
声 - 徳留慎乃佑 / 岡野友佑（朗読劇）
演 - 後聖人
森丘中学校の2年生、合唱部所属。聡実の後輩にあたる。

## 受賞
『カラオケ行こ！』
- 「THE BEST MANGA 2021 このマンガを読め!」 - 第4位
- 「このマンガがすごい! 2021」オンナ編 - 第5位
- 「出版社コミック担当が選んだおすすめコミック!」(「全国書店員が選んだおすすめコミック2021」スピンオフ企画） - 第2位

『ファミレス行こ。』
- 「ebookjapanマンガ大賞2025」 - マンガ部門大賞

## 書誌情報
- 和山やま『カラオケ行こ!』KADOKAWA〈ビームコミックス〉、全1巻、2020年9月12日発売[23]、ISBN 978-4-04-736151-5
- 和山やま『ファミレス行こ。』KADOKAWA〈ビームコミックス〉、既刊1巻（2023年12月28日現在）
  1. 上巻 2023年12月28日発売[24][25]、ISBN 978-4-04-737747-9

## 朗読劇
2021年12月19日に埼玉県・ところざわサクラタウン ジャパンパビリオン ホールAにて、ニコニコチャンネル「さんたく!!!ぷらす」内で展開されている「さんたく!!!ぷらす朗読部」によって開催。脚本は長瀬貴弘、演出は川尻恵太が担当した。

## 映画
2024年1月12日に公開。監督は山下敦弘、脚本は野木亜紀子。主演は綾野剛。
岡聡実役については2022年にオーディションが開催され、齋藤潤に決定した。2023年9月に追加キャスト発表。

### キャスト

#### 主要人物
- 成田狂児：綾野剛[18]
- 岡聡実：齋藤潤[18]

#### 森丘中学
- 森本もも（合唱部副顧問代理）：芳根京子[18]
- 松原（合唱部コーチ）：岡部ひろき[18]
- 中川（合唱部・副部長）：八木美樹[18]
- 和田（合唱部2年）：後聖人[18]
- 千鳥（合唱部）：前田あおい[31]
- 池上（合唱部）：芹沢凜[32]
- 蓮沼（合唱部）：紅里[33]
- 鈴木：安井琴音[34]
- 荒井：大谷花音[35]
- 栗山（映画を見る部）：井澤徹[18]

#### 祭林組
- 小林 / ハイエナの兄貴：橋本じゅん[18]
- 唐田：やべきょうすけ[18]
- 銀次：吉永秀平[18]
- 尾形 / キティの兄貴：チャンス大城[18]
- 峯：RED RICE（湘南乃風）[18]
- 南：テイ龍進[36]
- 堂島：今村謙斗[37]
- 菅野：賀家勇人[38]
- 新藤：伊島空[39]
- 若中：満腹満[40]
- 中川晴樹[41]
- 土佐和成[41]
- 組長：北村一輝[18]
- 玉井（元組員）：米村亮太朗[18]

#### その他
- 岡優子：坂井真紀[42]
- 岡晴実：宮崎吐夢[42]
- 和子：ヒコロヒー[42]
- 田中正：加藤雅也（友情出演）[42]
- 成田京子：川上凛子[43]
- 成田京一：竹野世椰[44]

### スタッフ
- 原作：和山やま『カラオケ行こ!』（ビームコミックス / KADOKAWA刊）[10]
- 監督：山下敦弘[10]
- 脚本：野木亜紀子[10]
- 音楽：世武裕子
- 主題歌：Little Glee Monster「紅」（Sony Music Labels Inc.）[45]
- 製作：遠藤徹哉、野村英章、渡辺和則、舛田淳、渡辺勝也
- 企画：若泉久朗
- プロデューサー：二宮直彦、大崎紀昌、千綿英久、根岸洋之
- 撮影：柳島克己
- 照明：根本伸一
- 録音：反町憲人
- 美術：倉本愛子
- 装飾：山田智也
- 衣装プラン：宮本まさ江
- 衣装：江口久美子
- ヘアメイク：風間啓子
- 編集：佐藤崇
- VFX：浅野秀二、横石淳
- 音楽プロデューサー：北原京子
- サウンドデザイン：石坂紘行
- キャスティング：川口真五
- 助監督：安達耕平
- 制作担当：間口彰
- 特別協賛：JOYSOUND
- 制作・配給：KADOKAWA[10]
- 製作：『カラオケ行こ!』製作委員会（KADOKAWA、トライストーン・エンタテイメント、ソニー・ミュージックエンタテインメント、LINEヤフー、トーハン）

### 受賞
- 第49回報知映画賞 作品賞、主演男優賞、助演女優賞ノミネート
- 第48回日本アカデミー賞 最優秀音楽賞（世武裕子）、優秀主演男優賞（綾野剛）、新人俳優賞（齋藤潤）、優秀脚本賞（野木亜紀子）[46]。
- 第24回ニッポン・コネクション ニッポン・シネマ賞

## テレビアニメ
2024年10月に、和山やまアニメプロジェクトとして、『夢中さ、きみに。』とともにテレビアニメ化が発表された。2025年7月よりAT-Xほかにて放送中。

### スタッフ（テレビアニメ）
- 原作 - 和山やま[14]
- 監督 - 中谷亜沙美[14]
- 助監督 - 塚原佑希子[47]
- シリーズ構成 - 成田良美[14]
- キャラクターデザイン - 松浦麻衣[14]、谷口淳一郎[49]
- プロップデザイン - 野澤かれん
- メインアニメーター - 野澤かれん[49]、中俣由貴乃[49]
- 美術監督 - 平間由香[49]、松浦成美[49]
- 美術設定 - 石原江莉奈[49]、小山真由子[49]
- 色彩設計 - 伊藤裕香[49]
- 撮影監督 - 桒野貴文[49]
- 編集 - 長谷川舞[49]
- 音響監督 - 木村絵理子[49]
- 音響効果 - 八十生太[49]
- 音響制作 - 東北新社
- 音楽 - 伊賀拓郎[14]
- 音楽制作 - KADOKAWA
- 音楽プロデューサー - 水鳥智栄子
- プロデューサー - 根本侑果、井上秀也、齊藤真吾、小笠原由記、林義晃、西前朱加
- 制作プロデューサー - 小林涼、関根大起
- アニメーション制作 - 動画工房[14]
- 製作 - アニメ「カラオケ行こ！」製作委員会[14]

### 主題歌（テレビアニメ）
「HOWL」
Ayumu Imazuによるオープニングテーマ。作詞は、Ayumu Imazu、作曲・編曲はAyumu ImazuとD&H。

### 各話リスト
| 話数 | サブタイトル | 脚本     | 絵コンテ   | 演出                  | 作画監督 | 総作画監督                                                   | 初放送日       |
| ---- | ------------ | -------- | ---------- | --------------------- | --- | ------------------------------------------------------------ | -------------- |
| 1話  | 出会い       | 成田良美 | 中谷亜沙美 | 中谷亜沙美            | 伊澤珠美 徳永さやか 山本蓮雄 朱里 齋藤美旺 新村香奈 迫由里香 立口徳孝 磯本雅大 熊谷勝弘                                   | 谷口淳一郎 野澤かれん 稲手遥香                               | 2025年 7月24日 |
| 2話  | 悪夢         | 成田良美 | 塚原佑希子 | 塚原佑希子            | 川本由記子 山本蓮雄 立口徳孝 井上なつみ 磯本雅大 朱里 熊谷勝弘 島田千裕 おさしみ丸 さば 新入り ぶんやま てんびん 須佐祥智 | 稲手遥香                                                     | 7月31日        |
| 3話  | 別れ         | 成田良美 | 松永浩太郎 | 松永浩太郎            | 山本悦子 井上なつみ 伊澤珠美 朱里 中園仁 新村香奈 曾我篤史 板倉健 錦寛乃                                                  | 森田莉奈                                                     | 8月7日         |
| 4話  | 紅           | 成田良美 | 中谷亜沙美 | 小谷野竜成 中谷亜沙美 | 立口徳孝 中本尚 平塚知哉 三島千枝 井上なつみ 新村香奈 熊谷勝弘 櫻井親良 おさしみ丸 さば 新入り ぶんやま てんびん          | 谷口淳一郎 齋藤美旺 三島千枝 森田莉奈 新村香奈 伊澤珠美 朱里 | 8月14日        |

### 放送局
| 放送期間        | 放送時間                     | 放送局       | 対象地域   | 備考                                            |
| --------------- | ---------------------------- | ------------ | ---------- | ----------------------------------------------- |
| 2025年7月24日 - | 木曜 21:30 - 22:00           | AT-X         | 日本全域   | 製作参加 / CS放送 / 字幕放送 / リピート放送あり |
|                 | 木曜 22:30 - 23:00           | TOKYO MX     | 東京都     |                                                 |
|                 | 木曜 23:30 - 金曜 0:00       | BS11         | 日本全域   | BS放送 / 『ANIME+』枠                           |
| 2025年7月25日 - | 金曜 1:26 - 1:56（木曜深夜） | 北海道放送   | 北海道     |                                                 |
|                 | 金曜 1:45 - 2:15（木曜深夜） | 関西テレビ   | 近畿広域圏 | 製作参加                                        |
|                 | 金曜 1:59 - 2:29（木曜深夜） | ミヤギテレビ | 宮城県     |                                                 |
|                 | 金曜 2:00 - 2:30（木曜深夜） | メ〜テレ     | 中京広域圏 | 製作参加                                        |
|                 |                              | TVQ九州放送  | 福岡県     |                                                 |

| 配信開始日    | 配信時間                | 配信サイト | 備考           |
| ------------- | ----------------------- | --- | -------------- |
| 2025年7月24日 | 木曜 22:00 - 22:30      | ABEMA | 見放題先行配信 |
| 2025年7月27日 | 日曜 22:00 以降順次更新 | dアニメストア U-NEXT アニメ放題 ニコニコ生放送 ニコニコチャンネル Lemino DMM TV バンダイチャンネル Hulu AnimeFesta FOD TELASA J:COM STREAM milplus 見放題パックプライム WOWOWオンデマンド カンテレドーガ TVer Amazon Prime Video Disney+ Netflix | 見放題配信     |
|               |                         | HAPPY!動画 Rakuten TV | 都度課金配信   |